# Carola Häggkvist
Carola Häggkvist   (Estocolm, 8 de setembre de 1966) és una cantant de música pop de nacionalitat sueca, guanyadora en diversos festivals de la cançó Melodifestivalen i Eurovisió.

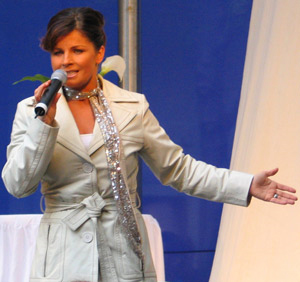
Carola

Va néixer a la localitat sueca de Hägersten. Va aparèixer per primer pic a la televisió el 1977 on concurs de talents. Va saltar a la fama gràcies a la seva participació en el Melodifestivalen 1983 als 16 anys, amb la cançó Främling la qual va resultar guanyadora, assolint posteriorment el tercer lloc en el Festival de la Cançó d'Eurovisió d'aquest any. El senzill va vendre un milió de còpies, record absolut fins al moment a Suècia. Främling també va ser gravat en alemany, angles i neerlandès.
El 1985 va col·laborar amb els Bee Gees que varen escriure i produir el seu disc Runaway.
Va guanyar novament el certamen Melodifestivalen 1991 amb la cançó Fångad av en Stormvind ("Atrapada per un vent de tempesta"). Més tard en el Festival de la Cançó d'Eurovisió 1991 a Roma, guanyaria en una competència empatada, contra la cançó de França. Carola va guanyar, per haver tingut més votacions amb 10 punts, amb la cançó Fångad av en Stormvind. Després d'aquest triomf va començar un període de decadència.
Ha estat membre del grup cristià de caràcter carismàtic Livets Ord des dels anys 1980, i en 1990 es va casar amb el pastor evangèlic Runar Soergaard de Noruega, amb qui va tenir el seu fill Amadeus, nascut en 1988. El matrimoni es va dissoldre en 2000.
El 2006 va tornar a guanar el Melodifestivalen amb la cançó Evighet. Finalment, obtindria el 5è lloc i 170 punts al Festival de la Cançó d'Eurovisió 2006, amb la cançó Invincible (versió en anglès d'Evighet).
Va ser elegida la millor cantant de Suècia pels televidents del famós show de la televisió sueca Folktoppen en agost de 2006.